# Kia Center
Il Kia Center (in precedenza Amway Center) è un palazzetto dello sport statunitense situato nella città di Orlando (Florida) e dedicato prevalentemente alla pallacanestro; dal 2010 ospita le partite casalinghe degli Orlando Magic, squadra militante nella National Basketball Association (NBA).
Tra l'agosto e il dicembre del 2020 ha ospitato tutti gli eventi della World Wrestling Entertainment, la federazione di wrestling più importante al mondo, in un set a porte chiuse con pubblico collegato in videoconferenza chiamato WWE ThunderDome.